# Kanzeriwka

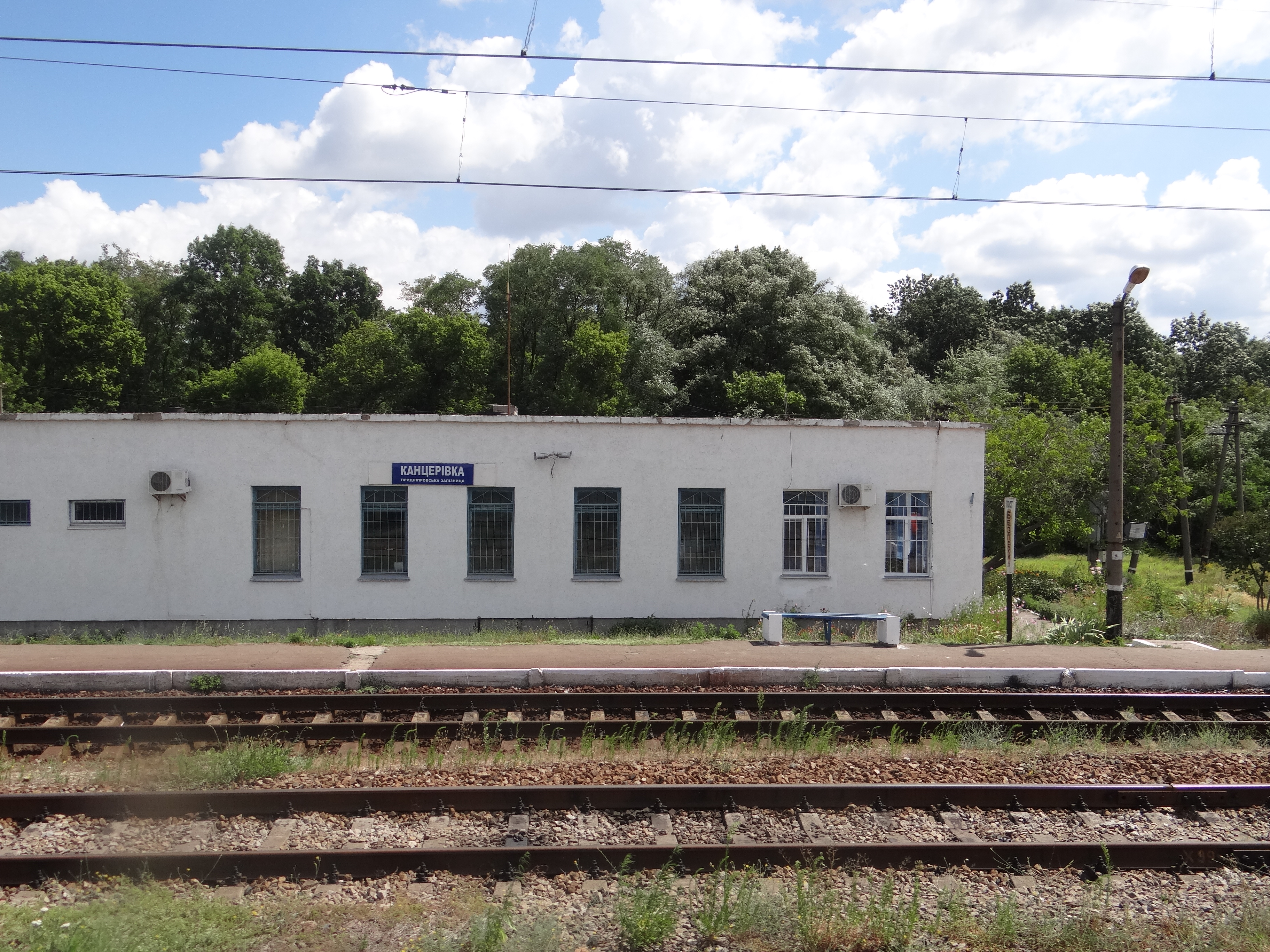
Kanzeriwka (2016)

Der ukrainische Ort Kanzeriwka (ukrainisch Канцерівка) in der Oblast Saporischschja geht auf das deutsch-mennonitische Dorf Rosental zurück.

## Geschichte
Rosental wurde 1790 südlich von Chortitza gegründet. Die Hauptstraße verlief in einiger Entfernung parallel zum Fluss. Hier siedelten sich 20 Familien flämischen Ursprungs aus Ostpreußen an. Der Ort bildete siedlungsgeographisch eine Einheit mit Chortitza selbst. 1848 gab es hier 35 Höfe. Weil Rosental schon eine Dorfschule hatte, wurde die neue Mädchenschule der Kolonie Chortitza an der Grenze zu Chortitza selbst erbaut. Der Ort hatte auch ein Krankenhaus, die  Getreidemühle Dyck, die Uhrmacherfabrik Kröger, die Ziegelfabrik Penner, das Fotostudio Rempel, die Apotheke Epp, eine  Schmiede, die Schreinerei Dyck, sowie zwei Windmühlen und etliche Läden.

## Mädchenschule von Chortitza
De Schule wurde 1895 eröffnet. Im Hauptgeschoss befanden sich vier Klassenzimmer, ein Physiklabor, ein Lehrerzimmer und Lehrerwohnungen. Im ersten Obergeschoss befand sich eine Aula. Die Gestaltung der Fenster zeigt Einflusse des Jugendstils, die reich dekorierte Fassade stellt ein Gemisch verschiedener Architekturstile einschließlich der niederländischen Renaissance dar.

## Weitere Baudenkmäler
Das im Volksmund als Burg bezeichnete dreigeschossige Haus Katharina Wallmann wurde 1930 fertiggestellt. Das ehemalige Wohnhaus und zugehörige Mühle Dyck sind erhalten und gewerblich genutzt, Das ehemalige Fotostudio Rempel ist möglicherweise von der Architektur des Deutschen Werkbunds beeinflusst.  Die ehemalige Dorfschule, 1900 erbaut, ist heute Teil einer Fabrik. Der sogenannte Koloniegarten wurde 1801 als Baumschule zur Aufzucht von Maulbeer- und Obstbäumen angelegt und befand sich an dem Platz wo Fürst Potemkin 1787 Katharina die Große empfing. Der Garten ist nicht erhalten. Das Krankenhaus, 1870 im Koloniegarten errichtet, stand Einwohnern aller Siedlungen der Kolonie Chortitza und von sechs größeren russischen Orten zur Verfügung. Im Jahr 1890 wurde ein Denkmal zu Ehren von Johann Bartsch errichtet. Dieses wurde 1968 zum Mennonite Heritage Village in Steinbach (Manitoba) verbracht. Auch Fabrik und Wohnhaus Kröger, Haus Johann D. Kröger, Haus David Kröger, und Haus Jakob Paul sind erhalten.